# アレクサンドル・ゴルチャコフ
アレクサンドル・ミハイロヴィッチ・ゴルチャコフ（ロシア語: Алекса́ндр Миха́йлович Горчако́в、ラテン文字転写の例：Alexandr Mikhailovich Gorchakov、1798年6月4日 - 1883年2月27日）は、帝政ロシアの政治家、外交官、貴族。爵位は公爵（князь）。
皇帝アレクサンドル2世の下で外務大臣（在職1856年 - 1882年）を務めた。

## 概要
ロシア帝国領エストニアに名門貴族の軍人の息子として生まれる。1817年からロシア外務省に入省して外交官となる。ロンドン、ベルリン、ウィーンなどのロシア大使館で勤務した後、1850年から1854年にかけてドイツ連邦議会にロシア全権大使として参加した。クリミア戦争中の1854年から1856年にかけては駐オーストリア大使を務めた。
クリミア戦争直後の1856年に皇帝アレクサンドル2世より外相に任命され、以降アレクサンドル2世の在位中を通じて外相に在職した。クリミア戦争の敗北で結ばされたパリ条約の黒海における艦隊保有禁止条項の撤廃を目指し、ロシアと対立関係にあるイギリスやオーストリア帝国を牽制するため、皇帝ナポレオン3世のフランス帝国に接近を図った。しかしナポレオン3世は1863年のロシア領ポーランドにおけるポーランド人の蜂起を支援したことから露仏関係は疎遠となった。代わりに宰相オットー・フォン・ビスマルクが指導するプロイセン王国との連携を深めていった。1871年に普仏戦争でプロイセンが勝利したことで、パリ条約撤廃にこぎつけた。
これによりロシアは再び黒海において軍事活動ができるようになった。折しもロシア国内で汎スラブ主義が高まりを見せる中の1876年、オスマン＝トルコ帝国領バルカン半島においてスラブ人が蜂起すると、ロシア軍はそれを支援すべく露土戦争に及んだ。戦争に勝利したロシアはトルコにサン・ステファノ条約を結ばせ、バルカン半島に衛星国ブルガリア公国を樹立したが、この条約はイギリスとオーストリア＝ハンガリー帝国の反発を招いた。利害関係調整のためドイツ帝国宰相ビスマルクの主導でベルリン会議が開催され、ゴルチャコフも出席したが、会議の結果ブルガリア公国は分割され、ロシアは露土戦争で得たバルカン半島の地歩を大きく失った。ゴルチャコフにとっては大きな外交的失態となった。
その後は反独・反ビスマルク姿勢を強め、フランス共和国への接近を図ったが、1881年にアレクサンドル2世が崩御し、ドイツとの関係改善を志向するアレクサンドル3世が即位すると疎んじられるようになり、1882年に外相を辞することとなった。

## 生涯

### 生い立ち

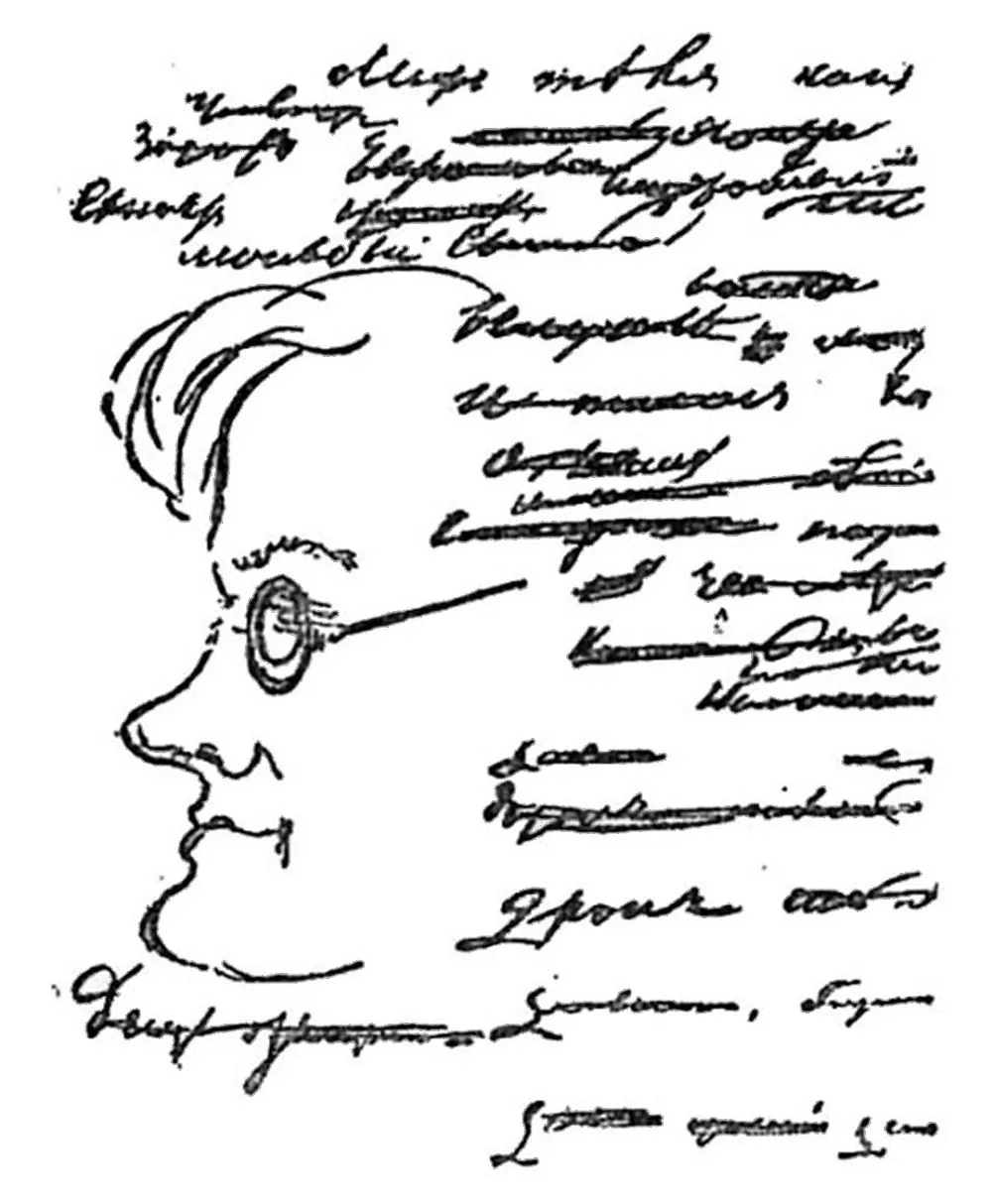
学生時代のゴルチャコフを描いた学友プーシキンのスケッチ

1798年6月4日、ロシア帝国エストニア行政区ハープサルにミハイル・アレクセーエヴィチ・ゴルチャコフ公爵少将の息子として生まれる。
ロシア帝国首都サンクト・ペテルブルクのギムナージヤで学んだ後、1811年にツァールスコエ・セローのリツェイに入学した。
この学校での同級生に詩人アレクサンドル・プーシキンがいる。彼との交友を通じて自由主義的な影響を受け、啓蒙絶対主義に感銘を受けるようになったという。

### 外交官

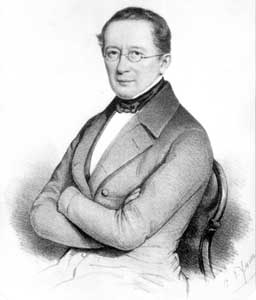
中年期のゴルチャコフ

1817年にロシア外務省に入省し、外交官となった。1820年から1822年にかけてはトロッパウやライバッハ、ヴェローナ（いずれも当時オーストリア帝国領）で開催された神聖同盟の会議に参加した。1824年から駐ロンドン大使館に一等書記官として勤務し、1827年には駐ローマ大使館に転勤となり、更にその後ベルリンやウィーンの大使館にも勤務した。
1841年に駐シュトゥットガルト（ヴュルテンベルク王国）公使に任じられる。1850年には1848年革命で中断されていたドイツ連邦議会（ドイツ連邦諸国の代表の会議）が自由都市フランクフルト・アム・マインで再開されたが、ドイツ連邦内の二大国プロイセン王国とオーストリア帝国の対立が深まるばかりであった。法律上ドイツ連邦の保証者であったロシア皇帝ニコライ1世は、神聖同盟の崩壊を防ぐため、ゴルチャコフを駐シュトゥットガルト公使在任のまま、ドイツ連邦議会ロシア全権大使に任じて、普墺両国の関係を取り結ぶことを命じた。
フランクフルトに着任したゴルチャコフは、神聖同盟を意に介さず、オーストリアへの強硬姿勢を崩さないドイツ連邦議会プロイセン全権公使オットー・フォン・ビスマルク（後のプロイセン宰相）に対して「もし貴方のせいで普墺関係に亀裂が入ったら貴方はプロイセン保守派の政治家として人望を失うのではないか」と警告した。ビスマルクはゴルチャコフの保守的な説教にうんざりし、「G（ゴルチャコフ）は儀式ばった不器用な馬鹿のハンスに過ぎない。ずる賢いつもりのようだが、木靴をはいた狐である」とこき下ろしている。
1853年にはオスマン＝トルコ帝国領パレスチナのカトリック（フランスが保護権を主張）と正教会（ロシアが保護権を主張）の権益の対立にはじまり、東地中海の覇権をめぐってイギリス・フランス・トルコ陣営とロシアが開戦した（クリミア戦争）。バルカン半島進出のチャンスを窺うオーストリア帝国が英仏側での参戦をちらつかせてバルカン半島からの撤兵をロシアに要求し、ニコライ1世はオーストリアに怒りを感じながらもオーストリア参戦を阻止するため応じざるを得なかった。
こうした難しい時期の1854年にゴルチャコフは駐オーストリア大使に任じられ、1856年までウィーンに派遣された。しかし結局オーストリア参戦を阻止できず、オーストリアは1855年12月に英仏側での参戦を宣言した。神聖同盟の崩壊を目の当たりにしたゴルチャコフは、もはや絶対主義に固執するだけではダメであり、絶対主義に近代化の要素を加える必要があるということを改めて感じたという。
1855年に即位した皇帝アレクサンドル2世は戦争継続の意思を失い、ナポレオン3世の提案に応じてパリ条約を結んだ。これによってロシアは南ベッサラビア地方を喪失し、黒海における艦隊の保有を禁止された。

### 外相

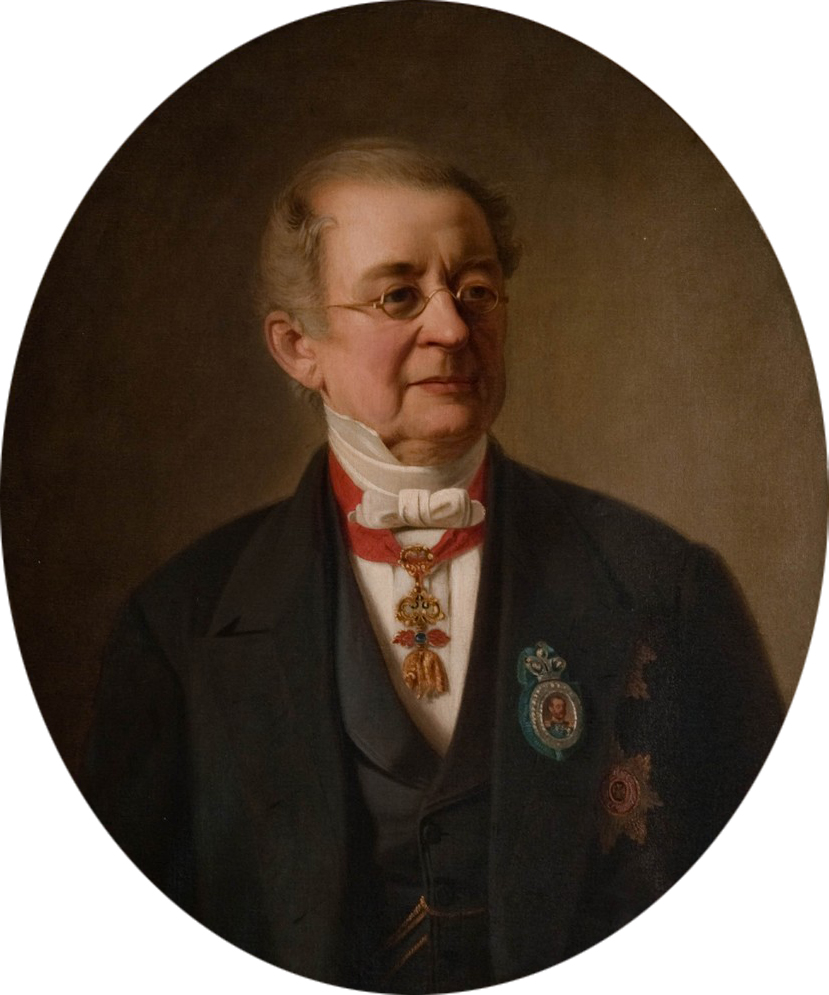
1867年のゴルチャコフの肖像画（ヨハン・ケーラー画）

1856年4月27日、皇帝アレクサンドル2世により外務大臣に任じられた。以降25年にわたってロシア外相としてロシア外交を主導した。

#### フランス、プロイセンとの連携
ゴルチャコフの当面の目標はクリミア戦争の敗北で結ばされたパリ条約（特に黒海における艦隊保有禁止）を破棄することであった。
そのために彼はロシアの立場を支持する協力国を欲したが、イギリスとは中央アジアをめぐる対立が根深く、またオーストリアともバルカン半島の利権をめぐって対立が深まっていた。プロイセン王国は、ドイツ連邦内でオーストリアと覇権争いをしていたが、当時のプロイセンは同盟相手としては力不足と看做されていた。そこで当初ゴルチャコフが目を付けた連携相手はイタリア統一問題をめぐってオーストリアと対立を深めているナポレオン3世のフランス帝国であった。1859年のイタリア統一戦争にロシアはフランス支持の立場を取った。
露仏関係はこの1859年に最も強化されたといえるが、1863年にロシア領ポーランドにおいてロシアの支配に抗するポーランド人の反乱（1月蜂起）が発生すると、「民族運動の保護者」を自負していたナポレオン3世は蜂起に共感を示し、イギリスやオーストリアとともに反露的立場を取った。そのためゴルチャコフの期待に反して露仏関係は急速に悪化した。
逆にプロイセン宰相ビスマルクはプロイセン領ポーランドへの波及阻止の観点からロシアに接近を図ってきた。結局ロシアはプロイセンとのみ連携を深めることとなった。

#### アジア進出

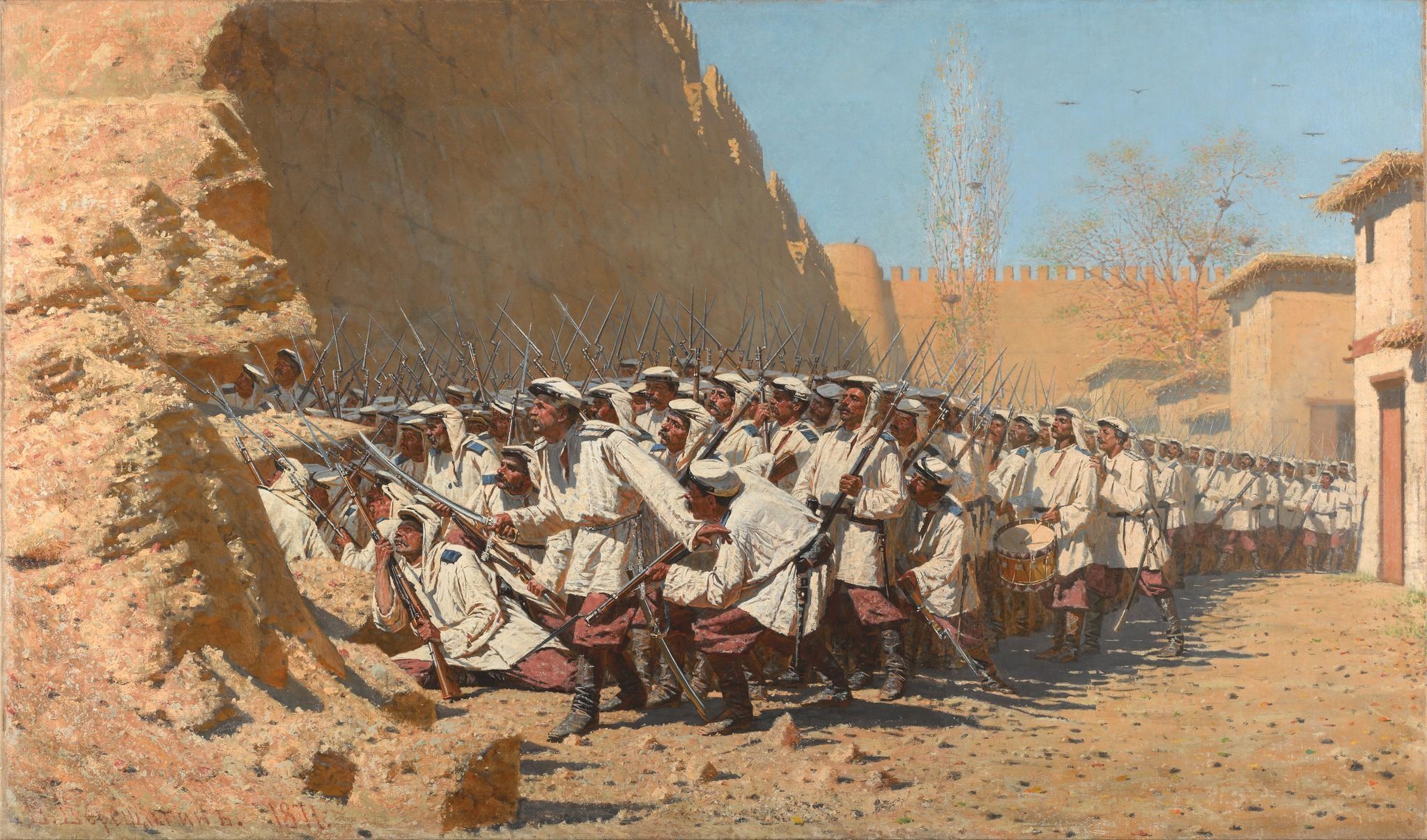
1873年、ヒヴァ・ハン国へ侵攻するロシア軍を描いた絵画

1858年、清との間にアイグン条約を結んでアムール川左岸を割譲させた。ついでアロー戦争で英仏が清に結ばせた北京条約（1860年）にロシアも参加することで、ロシアは更にウスリー川右岸を手に入れた。これによりハバロフスクやウラジオストクが建設された。
しかし英仏はロシアが極東を征服することで太平洋に進出してくることを警戒していた。これに対してゴルチャコフはこの地域におけるロシアの孤立を阻止すべく、太平洋上に強い影響力を持つアメリカ合衆国と接近し、1867年にはアラスカを720万ドルでアメリカに売却している。
またロシアはインドを支配するイギリスを睨んで中央アジアに積極的な進出を図り、しばしば軍事侵攻も行った。ゴルチャコフはイギリスとの対立を恐れ、そうした強硬策には慎重な立場をとっていたが、軍務大臣ドミトリー・ミリューチンはイギリスとの対立を恐れず、中央アジアを完全な支配下に置く事を主張していた。折しも1860年代にはアメリカ南北戦争に伴う綿花危機が発生しており、綿花の輸入先として中央アジア獲得が重視されるようになっていた事もあって、ゴルチャコフの反対論もむなしく強硬策がとられることとなった。ロシア軍は1860年代にコーカンド・ハン国、ついでブハラ・ハン国を征服した。さらにクラスノヴォツクへ侵攻し、そこを拠点に1873年にはヒヴァ・ハン国を征服した。1880年代初頭までにはトルクメニスタン一帯も手中に収め、いよいよ英露両国はペルシア王国とアフガニスタン王国を緩衝地帯として挟むだけとなり、両国の緊張は高まった。

#### 千島樺太交換条約
1855年の日露和親条約以来、江戸幕府とも領土交渉にあたっていたが、幕府は樺太の領有権を主張したため、交渉はまとまらなかった。幕府とロシアは競うように樺太に大量の移民を送り込みはじめたので、現地は日本人、ロシア人、アイヌ人の三者間の摩擦が増えて不穏な情勢になった。
明治維新後、こうした状況の緩和のため日本政府は樺太と千島列島の交換の線で交渉を行い、ロシア側がこれに応じた結果、1875年にゴルチャコフと駐露日本公使榎本武揚の間で千島樺太交換条約が締結される運びとなった。

#### 普仏戦争とパリ条約改正
ロシアがアジア進出に力を入れている間にプロイセンはオーストリアを凌駕してドイツ連邦内の覇権を確立していた。1866年の普墺戦争でそれが決定的となった。この戦争でロシアはプロイセンに好意的な中立の立場をとっている。
普墺戦争の勝利で北ドイツ連邦を創設したビスマルクは続いてフランスと戦争することでドイツ・ナショナリズムを煽り、南ドイツ諸国の取り込みを図ろうと狙い、スペイン王位継承問題を利用して1870年に普仏戦争へ持ち込んだ。皇帝アレクサンドル2世とゴルチャコフは、パリ条約を改正するチャンスが来たと見て、ビスマルクに「もしオーストリアがフランス側で参戦したならロシアはプロイセンを支援する」という保証を与えた。普仏戦争はプロイセンの勝利に終わり、フランスは第二帝政が崩壊して第三共和政へ移行し、一方ドイツでは南ドイツ諸国が北ドイツ連邦に参加してプロイセン王ヴィルヘルム1世を皇帝としたドイツ帝国が樹立された。
ゴルチャコフはここぞとばかりに「ゴルチャコフ回状」を出してパリ条約破棄を各国に通告した。イギリスがそれに抗議して1871年にロンドンで国際会議が開かれるも、今やヨーロッパで最も巨大な発言力を持つプロイセン＝ドイツがロシアの立場を支持したことでパリ条約の破棄が認められた。こうしてロシアは再び黒海に艦隊を配置することができるようになった。強力なドイツ帝国の誕生はロシアにとっても脅威であったが、こうした経緯やフランスがイデオロギー的に相いれない共和政体になったこともあって、ロシア皇帝はビスマルクの誘いに乗ってドイツ帝国皇帝、オーストリア・ハンガリー帝国皇帝とともに君主政国家の君主の盟約「三帝同盟」を結ぶこととなった。
だが同時にロシアはこれ以上のドイツの増強とフランスの弱体化を許すつもりはなかった。それが顕著となったのは『ポスト』紙事件だった。1875年4月8日にドイツ政府系新聞『ポスト』紙がフランスがドイツへの復讐を企んで軍備増強していると説く論説を載せたことでドイツ国内でフランスへの予防戦争を求める世論が強まり、ビスマルクはこれを機にフランスに孤立している事を思い知らせようと企図した。しかしフランス外相ルイ・ドゥカズの巧みな外交もあってイギリスとロシアはドイツではなくフランスを支持し、ドイツの対仏強硬姿勢を取り下げさせたのである。アレクサンドル2世とゴルチャコフは自らベルリンを訪問して独仏関係の調停に乗り出している。
この件でゴルチャコフは独仏戦争が回避されたのは自分のおかげと吹聴するようになった。ビスマルクはゴルチャコフの態度が許せず、回顧録に「ゴルチャコフは突然友人の肩の上に背後から飛び乗って、友人を犠牲にしてその肩の上でサーカスを始めた」と書いている。

#### 露土戦争とベルリン会議

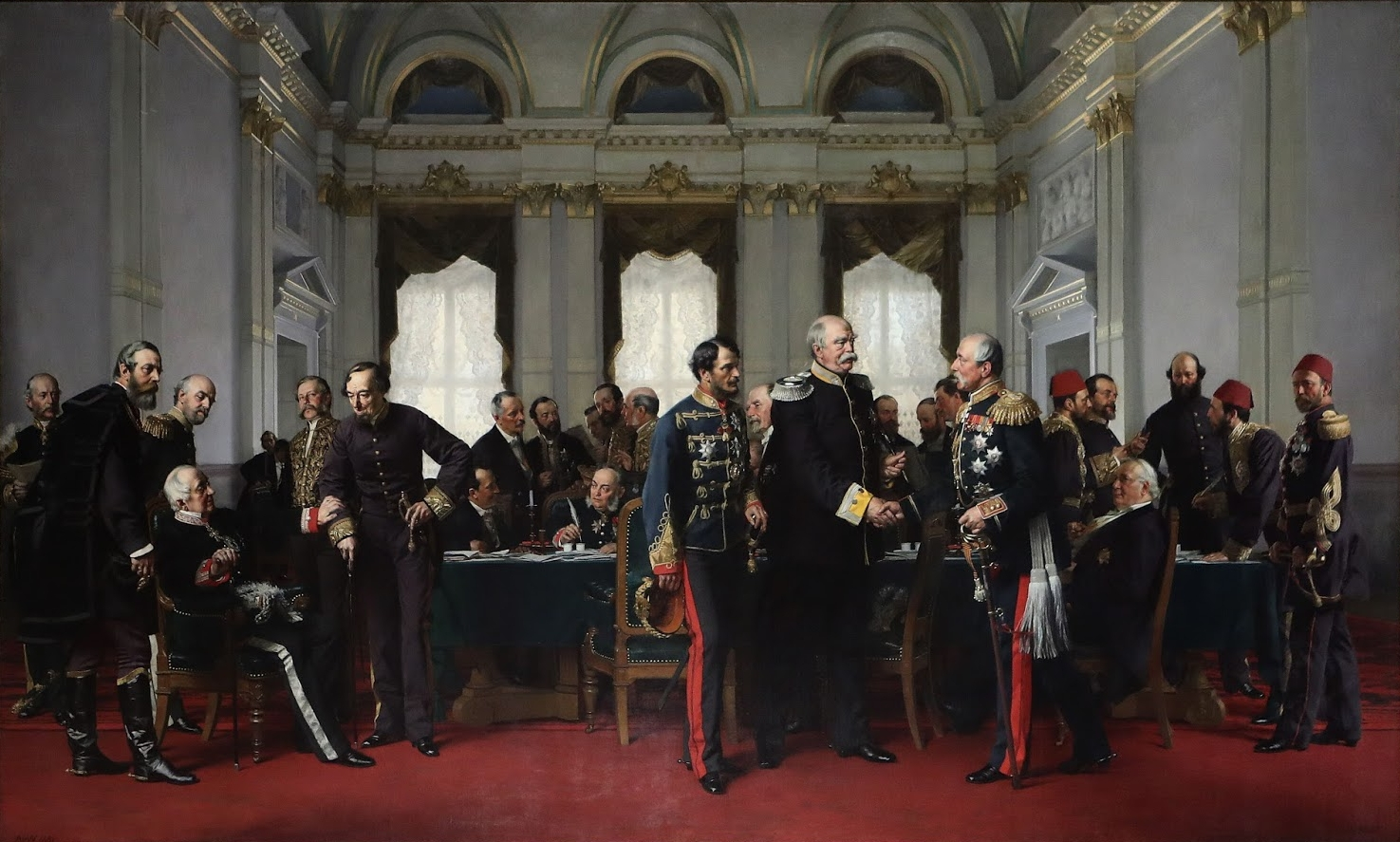
ベルリン会議（アントン・フォン・ヴェルナー画）　左側に腰掛けているのがゴルチャコフ。イギリス首相ディズレーリの手を取っている。

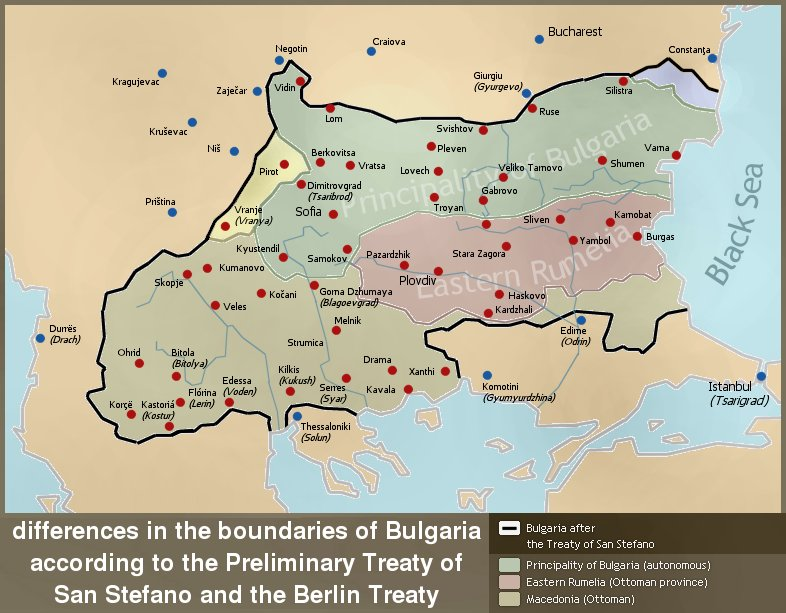
太い線で囲まれた範囲がサン・ステファノ条約によるブルガリア公国の領土。しかしベルリン会議の結果、ブルガリアの領土は北半分に限定され、南半分はトルコ領に留まることとなった。

黒海に艦隊を置けるようになったロシアはバルカン半島への影響力を復活させ、ロシア国内では以前から高揚しつつあった汎スラヴ主義が一層高まりを見せるようになった。バルカン半島は相変わらずイスラム教国オスマン＝トルコ帝国の支配下にあり、キリスト教徒スラブ人たちは土地所有を認められず、また重い特別税を課されていた。こうした弱い立場に置かれるスラブ人同胞たちをトルコから解放しようという運動が汎スラヴ主義であった。また汎スラヴ主義者はバルカン半島に進出の野望を持つオーストリアにも敵意を持ち、三帝同盟にも否定的な立場だった。
この件については政府内でも意見が分裂し、ゴルチャコフはクリミア戦争の二の舞を避けるため三帝同盟を維持してオーストリアとの連携のうえでトルコに要求を伝えるべきと主張していたが、皇太子アレクサンドル（アレクサンドル3世）らはオーストリアと協同する必要はなくトルコにロシアの国益に沿った要求をはっきり伝えるべきであると主張していた。
そんな中の1876年4月にトルコ領ブルガリアでトルコの支配に対する蜂起が発生し、これに対してトルコは残虐な鎮圧を行った。続いて7月にはトルコの宗主権下にあるスラブ人自治国セルビア公国とモンテネグロ公国が、トルコに対して宣戦布告した。これによりロシアの汎スラヴ主義も頂点に達し、トルコとの開戦を求める世論が圧倒的となった。多くのロシア人が蜂起軍支援のため義勇兵や篤志看護婦に志願してバルカン半島へ赴いていった。
一方ゴルチャコフはトルコ領への侵攻はオーストリアと対立を深めることから否定的であり、国際会議の開催に尽力し、コンスタンティノープル会議が開催されることとなった。しかし戦況を優位に運んでいたトルコは自国の国力を過大評価し、会議で決められた諸合意を守ろうとしなかったため、結局1877年4月にロシアはトルコに宣戦布告することとなった（露土戦争）。
一方イギリス政府はロシアの地中海進出を恐れていたが、国内世論はむしろキリスト教徒を虐殺するトルコに強い憤りを感じており、対ロシアで参戦するのは難しい政治情勢だった。ゴルチャコフは、イギリス参戦を防ぐために尽力し、イギリス首相ビーコンズフィールド伯爵ベンジャミン・ディズレーリからの要求を受け入れてスエズ運河、ダーダネルス海峡、コンスタンティノープルを占領しないことを約束した。
緒戦は苦戦を強いられたロシア軍だったが、1878年1月にはアドリアノープルを陥落させた。戦意を喪失したトルコとの間にサン・ステファノ条約を締結した。これによりトルコはヨーロッパにおける領土を大きく喪失し、戦争中にすでにロシアが解放していたルーマニア王国、セルビア王国、モンテネグロ公国はトルコから独立することになり、またブルガリアからもトルコ軍は撤収することとなり、ロシア軍が駐屯するブルガリア公国（形式的にトルコの宗主権下）が樹立され、エーゲ海にまで届く範囲の領土が設定された。また先のクリミア戦争で失った南ベッサラビア地方はロシア領に復し、加えて南コーカサスにも領土を獲得した。
ゴルチャコフの約束通り、スエズ運河、コンスタンティノープル、ダーダネルスは侵されなかったが、ブルガリア公国の存在は結局ロシアの地中海進出を許すものであったからイギリスは政府も世論も強く反発した。またバルカン半島に地歩を築こうとしていたオーストリア＝ハンガリーも強く反発した。そこへドイツ宰相ビスマルクがバルカン半島に利害関係のない「公正な仲介者」として登場し、1878年6月13日より露土戦争の戦後処理会議ベルリン会議を開催した。
この会議にロシアからはゴルチャコフと駐英大使ピョートル・シュヴァロフ伯爵が出席した。ゴルチャコフは華々しい外交成果を上げようとはりきっていたが、先のポスト紙事件以来ゴルチャコフに敵意を持っていたビスマルクからはほとんど無視されたという。
この会議の結果、ブルガリア公国は分割され、ブルガリア領は北半分のみに限定された。南部ブルガリアは北部が東ルメリ自治州（トルコ領自治州。トルコ皇帝がキリスト教徒から知事を任命）、それ以外のエーゲ海沿岸地域やマケドニアはトルコ領に復帰した。他にロシアが得たものは南ベッサラビア地方と南コーカサスにおける領土だけだった。一方オーストリア＝ハンガリーはボスニア・ヘルツェゴビナの占領を認められ、事実上バルカン半島西部を領土と為した。イギリスもトルコからキプロス島の割譲を受けた。
ベルリン会議は露土戦争に参加していないイギリスとオーストリア＝ハンガリーが漁夫の利を得て、ロシアとトルコには不満が残る形となった。ロシアの汎スラヴ主義者の不満は高まり、ドイツ・ビスマルク批判、さらには反ロシア政府運動が増加した。ゴルチャコフは身の保全を図るため、ベルリン会議における失態の責任を親独派のシュヴァロフ一人に押し付けて彼を失脚に追い込んだ。

#### 反独活動
以降ゴルチャコフは反独姿勢をとるようになり、ベルリン会議におけるビスマルクの態度やドイツの保護貿易への転換をマスコミ上で公然と批判するようになった。1879年夏にはパリを訪問して後の露仏同盟の基礎を作っている。
ビスマルクも対抗してマスコミ上でゴルチャコフ批判を展開した。さらにロシアに対する圧力を強めるべく、ペスト対策を理由にロシア商品の輸入を禁止し、独墺関係の強化を図り、またルーマニア独立の条件にロシアが嫌がるユダヤ人解放を要求した。
アレクサンドル2世はこれを憂慮し、ドイツ皇帝ヴィルヘルム1世に宛てて「ドイツ宰相はゴルチャコフ公爵に対する個人的な反感に突き動かされて両国間の対立を煽っている。」とする書簡を送っている。
しかしゴルチャコフは健康状態を理由に1879年から外国に滞在する事が多くなり、サンクト・ペテルブルクを訪れることはほとんどなくなっており、その地位も形式的なものとなりつつあった。後にゴルチャコフの後任の外相となるニコライ・ギールスが事実上その職務を代行している状態だった。
1881年3月1日に皇帝アレクサンドル2世がテロリストの襲撃を受けて暗殺された。後を受けて即位したアレクサンドル3世は反独的な思想の持ち主だったが、国内問題に集中するためにもドイツとの関係を修復せねばならないと考えており、即位後ただちに三帝同盟を復活させた。
反独派のゴルチャコフはアレクサンドル3世に退けられ、1882年4月9日をもって外相を退任することとなった。後任には1875年からゴルチャコフを補佐してきた親独派のニコライ・ギールスが任じられた。

### 死去

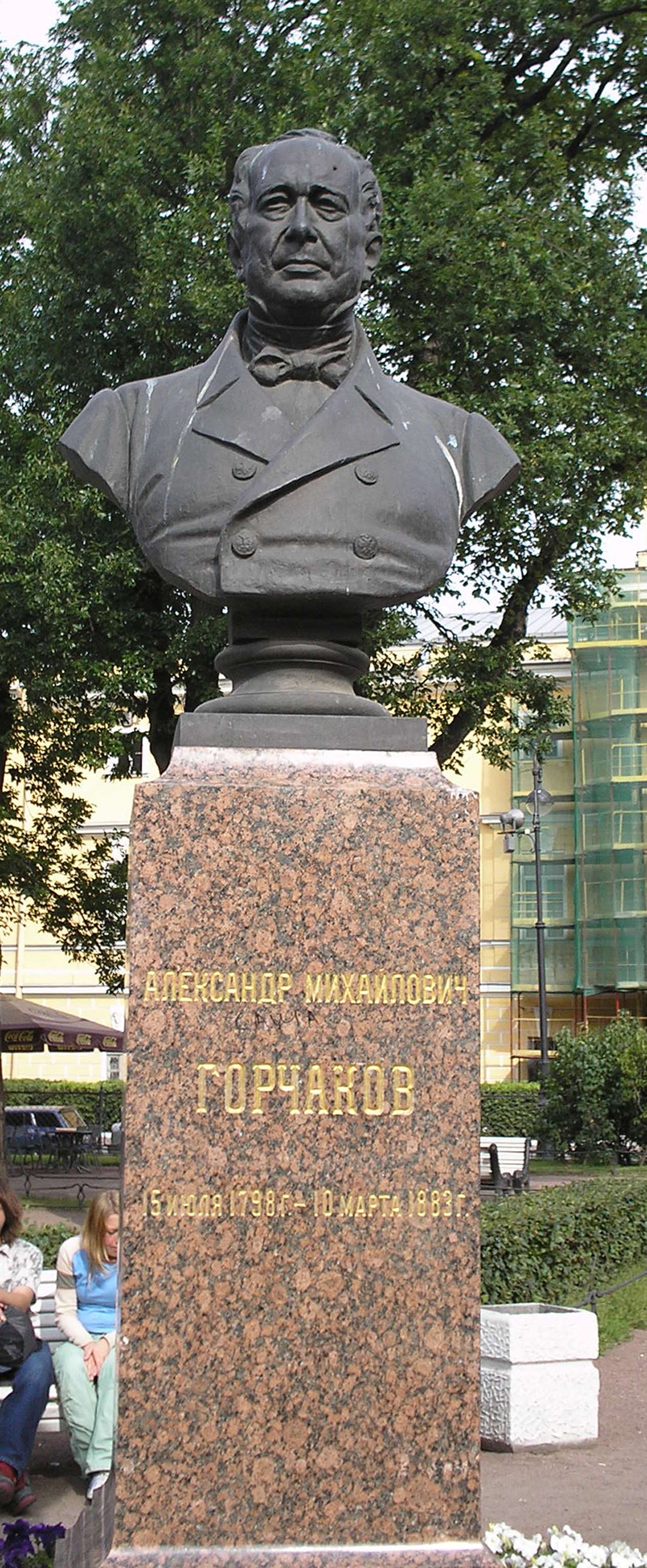
サンクト・ペテルブルクにあるゴルチャコフの胸像。

ドイツ帝国領邦バーデン大公国首都バーデン＝バーデンに滞在中の1883年2月27日に死去した。遺体はロシアに戻され、ペテルブルクで葬られた。

## 人物
ゴルチャコフは保守的な絶対主義者であり、ツァーリ独裁に忠実で、ツァーリが決定したこと以外の政治的立場をとることはなかった。
ただ遅かれ早かれ、絶対主義は自由主義・民主主義によって打倒されてしまうものであり、また現代においては国際的にも孤立してしまう道であるとも理解していた。そのため権力はどこまでもツァーリに残しつつも、ブルジョワと和解して封建的諸制度の撤廃を図ることが重要だと考えていた。その点においてはドイツ帝国宰相ビスマルクと似通っており、ビスマルクもゴルチャコフについて「彼は自由主義的進歩に興味を持っているが、大衆とは違って節度を心得ており、可能なこと、利益になることの見極めの知識が豊富だ」と評価したことがあった。
一方ロシア国内においても外国においても彼がよく陰口されたのはその虚栄心の強さであった。ゴルチャコフについて触れた外交通信文にもそのことがよく言及されていた。ビスマルクはゴルチャコフの虚栄心について「彼はどんな水たまりを跨ぐ際にも、自分の姿を映して眺める」と評した。